# Označovač jízdenek

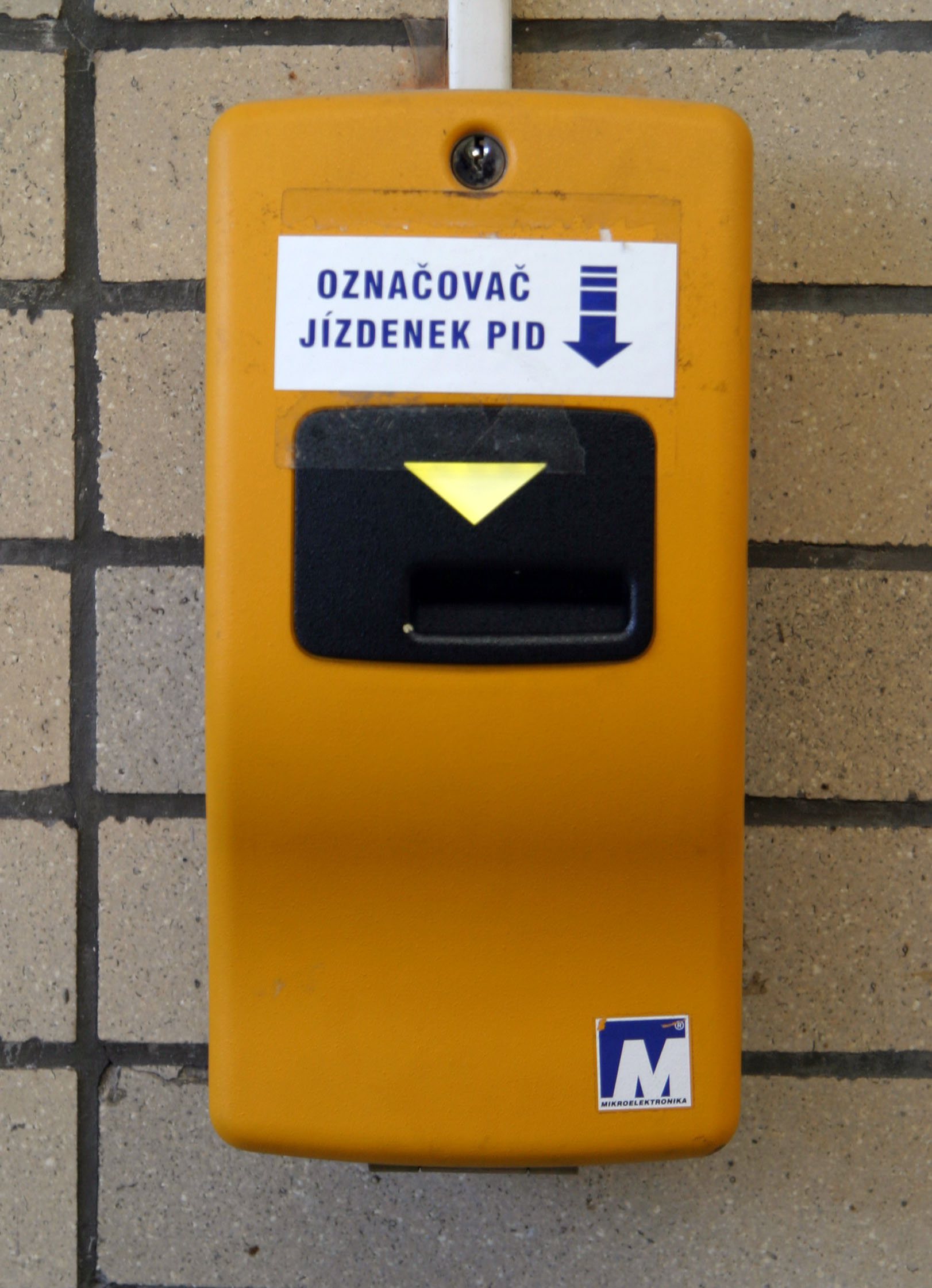
Označovač jízdenek výrobce Mikroelektronika (Mypol) v železniční stanici Praha-Smíchov, 2006

Označovací strojek (označovač jízdenek, znehodnocovací strojek či znehodnocovač, kompostér, regionálně štípačka, cvakátko nebo také jebátor, atd.) je zařízení, které je v některých odbavovacích systémech umístěno ve vozidlech hromadné veřejné osobní dopravy nebo u vstupů do přepravního prostoru jejích stanic. Na jízdenkách z předprodeje, které v neoznačeném stavu nejsou určeny pro konkrétní spoj, se tímto strojkem vyznačí zahájení přepravy. Neoznačená jízdenka v takovém systému je hodnocena jako neplatná; označené jízdence může podle tarifních podmínek vypršet platnost například skončením přepravy, pro kterou platila, nebo uplynutím časové platnosti nebo opuštěním pásem či zón, pro které platí. Zpočátku se používaly děrovací strojky, později je v mnoha sítích nahradily razítkovací strojky; některé strojky navíc ještě odstřihovaly část jízdenky. Jízdenky v takovém systému nekontroluje dopravce systematicky u všech cestujících, ale jen namátkově revizor, který se oficiálněji jmenuje přepravní kontrolor (právní předpisy jej zahrnují pod širší pojem „pověřená osoba“).
V některých jazycích (například v ruštině a v postsovětských zemích) se samoobslužným označovačům ve vozidlech a stanicích říká „kompostér“. V češtině se tímto slovem původně označoval jen strojek, který používali železniční pokladní k vytlačení data na kartónovou jízdenku Edmondsonova typu.

## Použití označovačů v Československu a Česku

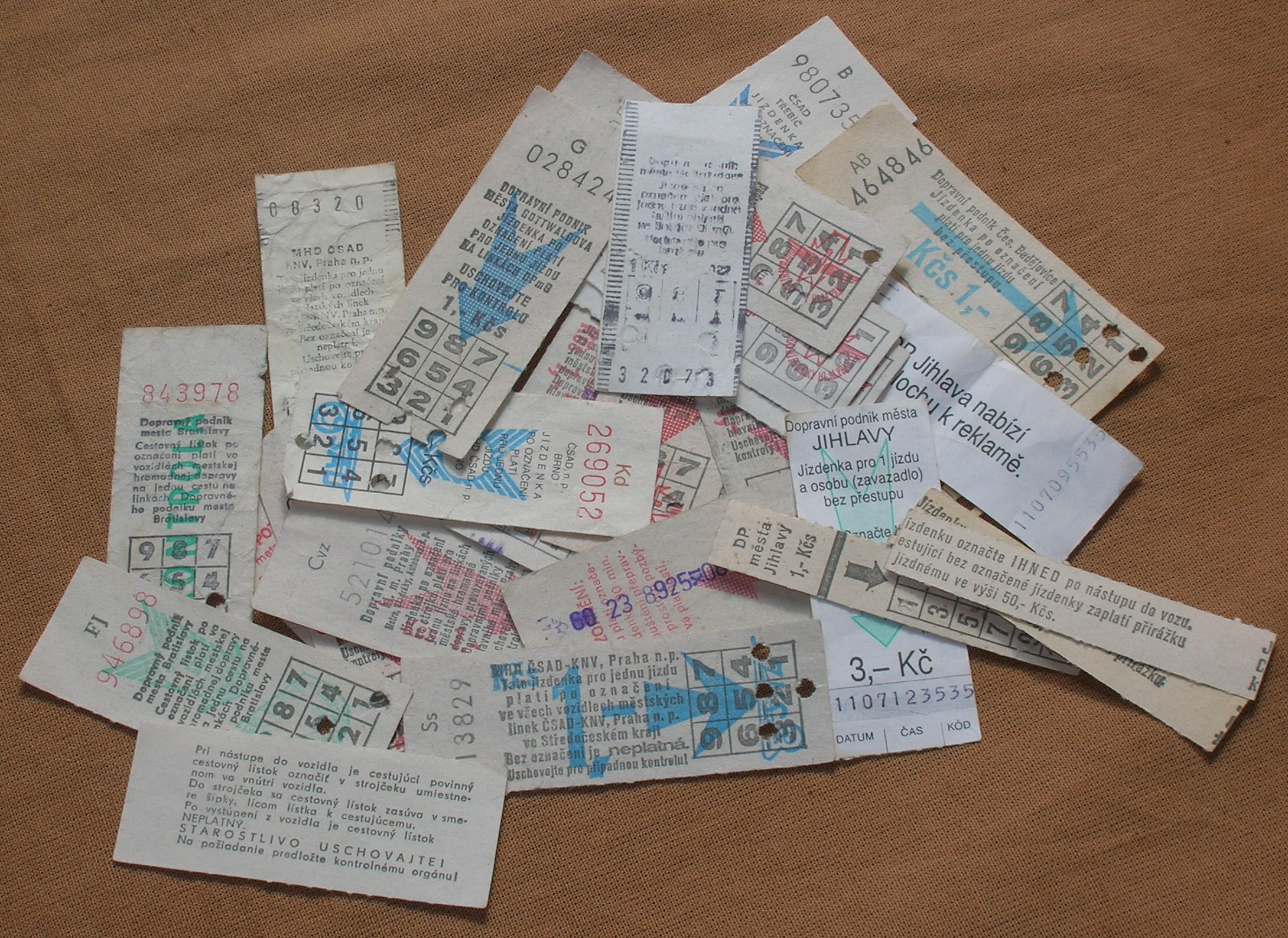
České a slovenské jízdenky MHD cca z let 1988–1995 (Praha, Středočeský kraj, Bratislava, Jihomoravský kraj, České Budějovice, Jihlava, Třebíč, Gottwaldov.

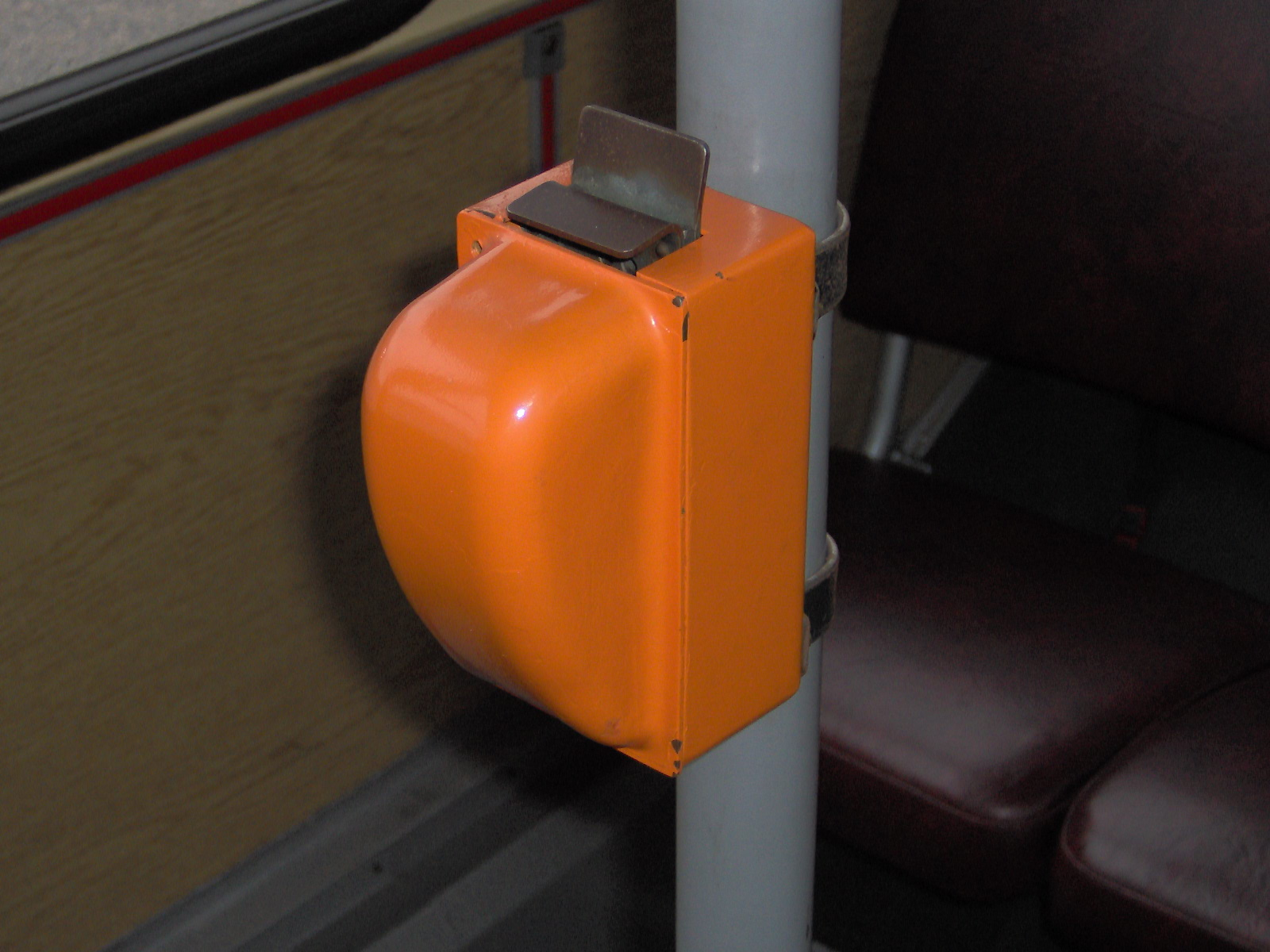
Děrovací označovač jízdenek v brněnském historickém trolejbusu Škoda 14Tr (v této době se aktivně používá jen u asi dvou dopravců)

V Československu byly označovací strojky od poloviny 70. let 20. století zaváděny zejména v tramvajích, trolejbusech a autobusech městské hromadné dopravy, která byla v té době striktně oddělena od příměstské a regionální dopravy. Systém byl zaváděn pod názvem MOC (mechanizované odbavování cestujících). Předchůdcem tohoto systému byl tzv. samoobslužný provoz, kdy cestující při nástupu pod dohledem řidiče vhazovali mince do pokladny a sami si odtrhávali lístek z bloku nebo ruličky. Prvním městem ČSSR, které zavedlo mechanické označovací strojky, byla Praha ke dni zavedení první linky metra (9. 5. 1974; v pražském metru se však mechanické označovače nikdy nepoužívaly a zpočátku se zde platilo do turniketů bez vydávání jízdenek). Praha přitom převzala budapešťský systém a nakoupila označovače z maďarského podniku FFV (Fővárosi Finommechanikai Vállalat, podnik jemné mechaniky hlavního města). Budapešť mechanizované odbavování zavedla 1. 7. 1969, teprve vylepšená verze strojků zaváděná od léta 1973, odpovídá té podobě, jaká se následně používala v Československu.
Základní jízdné MHD bylo v celé republice po dlouhou dobu nepřestupné a jednotně stanoveno na 1 Kčs. V české části federace to vyžadoval výměr Českého cenového úřadu č. 472/25/81, kterým byl stanoven jednotný tarif v městské dopravě na území celé České socialistické republiky bez ohledu na velikost města a provozovatele, následně byla obdobná regulace vyhlášena i na Slovensku. S děrovacími jízdenkami byl všude zaveden nepřestupný tarif, a to i v těch městech, kde do té doby existovaly přestupní jízdenky. Výjimkou bylo pouze použití náhradní autobusové dopravy, kdy se jízdenka při prvním přestupu označovala na opačném konci a při případném dalším přestupu se již neoznačovala.
Odbavovací systém s jízdenkami z předprodeje fungoval i v mnoha malých městech s jednou či několika linkami autobusové MHD. Jednotliví dopravci (městské dopravní podniky a provozy MHD krajských podniků ČSAD) měli své vlastní jízdenky platné jen v jejich síti. Zpravidla však platily stejné jízdenky ve všech malých autobusových provozech MHD ČSAD v témže kraji (takové krajské jízdenky existovaly ve všech krajích, pravděpodobně kromě Středoslovenského). I v některých městech s MHD provozovanou ČSAD však byly zavedeny specifické jízdenky pro jedno město, například v Kladně, Mladé Boleslavi a Banské Bystrici. Tradičně si vzájemně uznávaly jízdenky dopravní podniky Hradce Králové a Pardubic.   

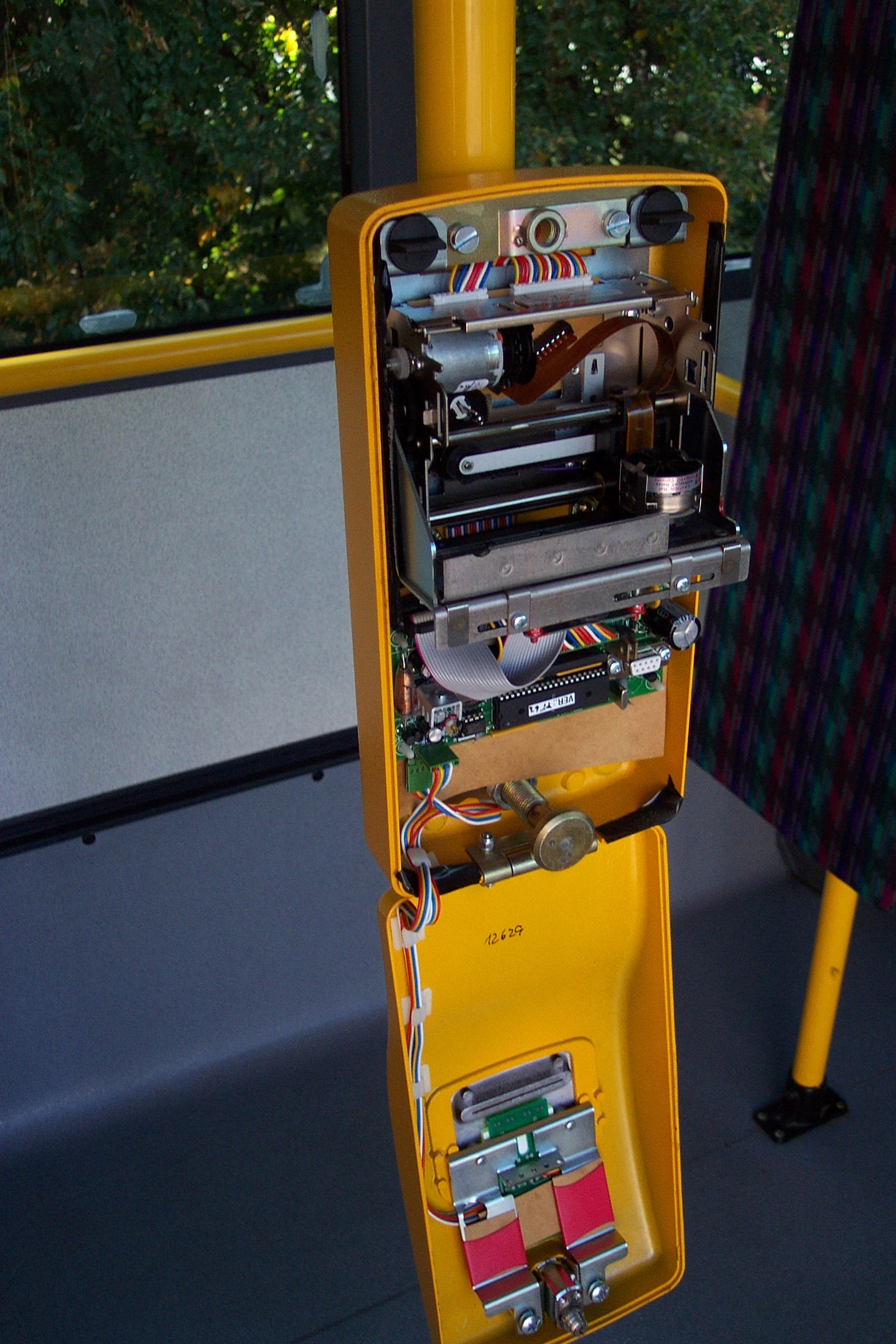
Otevřený označovač Mikroelektronika (dříve mypol) v autobuse, pracující na bázi sběrnice IBIS a daty, která jsou v něm nahraná

Ve většině měst se používaly jízdenky s devítimístnou mřížkou (3×3 políčka), což při použití tříkolikových a čtyřkolíkových kombinací představovalo 210 možných variant nastaveného kódu. Tento budapešťský systém zavedly městské dopravní podníky Most–Litvínov, Liberec, Gottwaldov, Hradec Králové, Ústí nad Labem, Pardubice, Plzeň, České Budějovice, Teplice, Bratislava, Prešov a Košice, a všechny krajské podniky ČSAD. Jízdenky a označovače budapešťského typu využívala místní doprava JZD Slušovice, který fungovala mimo struktury DP a ČSAD.
V Ostravě, Jihlavě a Brně se používaly jízdenky o stejné výšce, ale poloviční šířce s 12 políčky (dva sloupce po 6 políčkách); prodejní automaty je prodávaly po dvojicích. Tento typ se nazýval „drážďanský“ či „NDR“ (východoněmecký). Ostrava používala označovače dodané z východního Německa, Brno si vyrábělo vlastní a ty dodávalo i do Jihlavy.
V roce 1985 bylo podle dostupných údajů v ČSSR provozováno 136 systémů MHD, z nichž 20 provozovaly městské dopravní podniky a 116 krajské podniky ČSAD. Z 20 systémů provozovaných DP byl systém MOC zaveden v 17 městech, ze 116 systémů provozovaných ČSAD ve 110 městech. 
Označovací strojky měly otvor pro zasouvání jízdenky shora, čímž připomínaly dřívější kasičky na výběr jízdného. Proto se stávalo, že neinformovaní cestující do strojků vhazovali mince, což strojek znefunkčnilo; to inspirovalo i mnohé vandaly, kteří do strojků záměrně vhazovali mince či jiné předměty za účelem jejich vyřazení z provozu. Protože vyjmutí cizího předmětu nebylo jednoduché a řidiči k němu neměli vybavení, provozní předpisy například v Praze upravovaly, s kolika nefunkčními strojky je vůz nezpůsobilý k provozu s cestujícími, a řidiči fasovali speciální nálepky „mimo provoz“ k označení nefunkčních strojků. U úzkých strojků moravského typu bylo riziko vhození mincí nižší.
V Písku a Strakonic byly od 1. 7. 1980 zkušebně zavedeny razítkovací strojky, které na jízdenky tiskly několik údajů (číslo spoje, číslo linky, den, měsíc, číslo strojku). Původně se počítalo s jejich rozšířením v celém Jihočeském kraji, místo toho byly nakonec staženy a nahrazeny děrovacími znehodnocovači budapešťského typu.
V pražských tramvajích a městských autobusech byl samoobslužný provoz s děrovacími označovacími strojky zaveden 9. května 1974 u příležitosti zprovoznění první trasy metra, v metru byl však prvních 11 let provozu bezjízdenkový provoz, u vstupů byly mincovní turnikety. Na děrovacích strojcích se v Praze využívaly možnosti kombinací se 3 nebo 4 dírami. Od 29. září 1985 byly v metru umístěny razítkovací označovací strojky značky Merona a zavedeno používání jízdenek. Od 1. června 1996 byly v tramvajích a autobusech děrovací označovače nahrazeny razítkovacími, která vyrábí firma Mikroelektronika v rámci konsorcia Mypol , a jejichž design navrhl akademický sochař Ondřej Podzimek. Zároveň byl zaveden časový a pásmový přestupní tarif a změněn formát jízdenek a byly za značku Mikroelektronika vyměněny i všechny označovače v metru. Od 30. května 1999 začaly být postupně razítkovací označovače Pražské integrované dopravy zaváděny i na železnici.
V Jablonci nad Nisou se děrovací strojky používaly od roku 1983 do roku 1995, kdy byl zaveden pásmový tarif (v roce 1999 nahrazený časovým).
Výjimkami, kde mechanické označovací strojky nebyly zavedeny, byly po dlouhá léta například provoz MHD v Olomouci, kde bylo placení do kasičky u vstupu do vozidla doplněno výdejem odtrhávacích jízdenek z roličky, a tento způsob přetrval do roku 1994, kdy byl nahrazen systémem s elektronickými označovači. V provozu dopravního podniku Mariánských Lázní přetrvalo placení do kasičky bez výdeje jízdenek, rovněž v Opavě přetrval tzv. samoobslužný systém placení ve vozidle.
Po rozdělení krajských podniků ČSAD ve druhé polovině 80. let vzniklo mnoho provozovatelů MOC v jednotlivých městech s vlastními tarify. Postupně pak většina z nich přecházela na systém s prodejem jízdenek z terminálu u řidiče. Údajně posledním provozem MHD ČSAD s mechanickými děrovači byly Strakonice, kde byly děrovací jízdenky zrušeny k začátku roku 2018, po tomto roce se již používaly jen u DP v Plzni a Hradci Králové. U DP Hradce Králové bylo zachováno MOC jen jako doplňkový systém k moderním způsobům odbavování, začátkem roku 2023 dopravní podnik zamýšlel odstranění označovacích strojků k 1. 1. 2024. V Plzni u PMDP uvádí označení jízdenky v mechanickém strojku podmínky přepravy ještě na jaře 2024.
1. listopadu 2006 byly mechanické označovače zrušeny u Dopravního podniku města Pardubic. V Plzni a v Hradci Králové se v té době ještě používaly, ale v kombinaci s jinými systémy placení.
Odbavovací systémy MHD se v 90. letech v jednotlivých městech a integrovaných dopravních systémech rozrůznily. V řadě měst se používají elektronické razítkovací označovací strojky. 
Menší města se mnohde vrátila k přímému placení řidiči obvyklému v regionální dopravě, s vydáním jízdenky z elektronického odbavovacího strojku, která se již dále neoznačuje. V některých městech existuje doplňkový prodej jízdenek u řidiče, kde lze zakoupit předtištěnou jízdenku, kterou si cestující následně musí ještě označit, a zpravidla je tato jízdenka dražší než jízdenka se stejnou platností, ale z předprodeje. 
V některých provozech MHD či IDS lze jízdenky zakupovat i z prodejních automatů ve vozidlech. Může jít jak o typy automatů, které přijímají i mince, tak o typy automatů, které přijímají pouze platby platební kartou. Některé z automatů vydávají jízdenky, které je následně ještě nutné označit v označovači, a jiné vydávají jízdenky s již vytištěnými údaji, které se dále neoznačují. Rovněž ve stanicích pražského metra a lanové dráhy se nacházejí oba typy automatů – s prodejem označovacích i neoznačovacích jízdenek, což může neznalé uživatele mást. 
V pražském metru se od 29. září 1985 do května 1996 používaly razítkovací označovací strojky od firmy Merona, která byla již předtím tradičním výrobcem prodejních automatů na děrovací jízdenky budapešťského i drážďanského typu. Údaje se tiskly v řádku situovaném podélně na zadní stranu jízdenky. 
V Česku se pro razítkování papírových jízdenek používají převážně žluté označovače firmy Mikroelektronika (dříve Mypol), konkrétně NJ24C. Ten tiskne údaje v řádku umístěném příčně na konec (okraj kratší strany) jízdenky. Jsou používány například u většiny dopravců v systémech PID či IDS JMK, ale i například k označování jízdenek ČD na linkách se specifickým samoobslužným odbavovaním (ve variantě s širším otvorem). V Praze a v PID byly zavedeny od června 1996. Volitelná novější verze tohoto označovače na sobě má displej s aktuálním časem. 
Některé validátory čipových karet se používají pro elektronické vyznačení nástupu/vstupu (check-in) a případně též výstupu či ukončení cesty (check-out) a jde tedy v širším smyslu také o označovací strojky, i když označení není přímo viditelné. Takové validátory se mnohdy vzhledem a umístěním podobají razítkovacím označovačům jízdenek. Mikroelektronika vyrábí i několik typů tzv. kombinovaných validátorů, které fungují zároveň jako validátory čipových karet i jako označovače papírových jízdenek (typy CVT a PVT). 

## Galerie

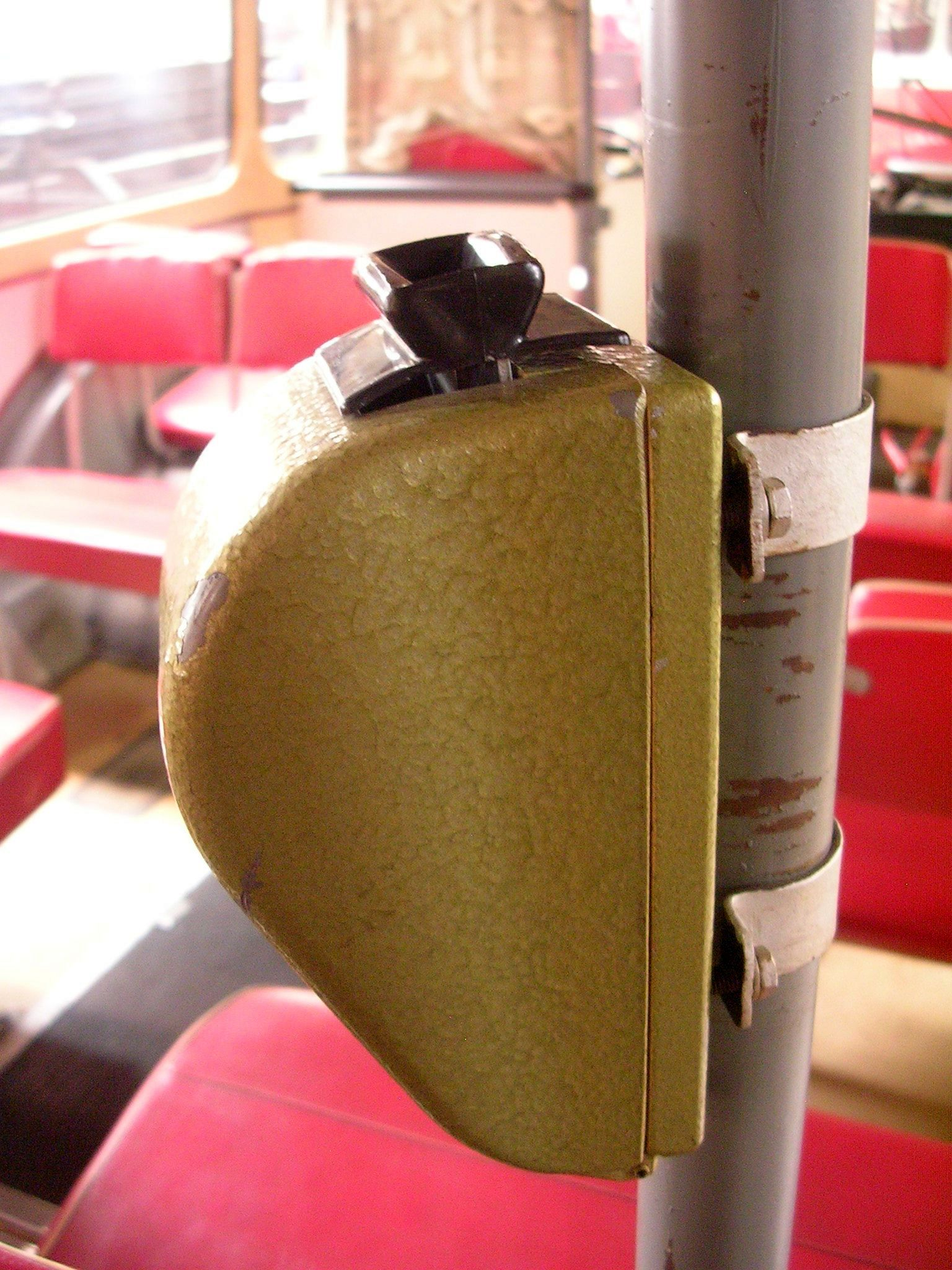
Mechanický označovač v Praze, typický pro MHD většiny Čech
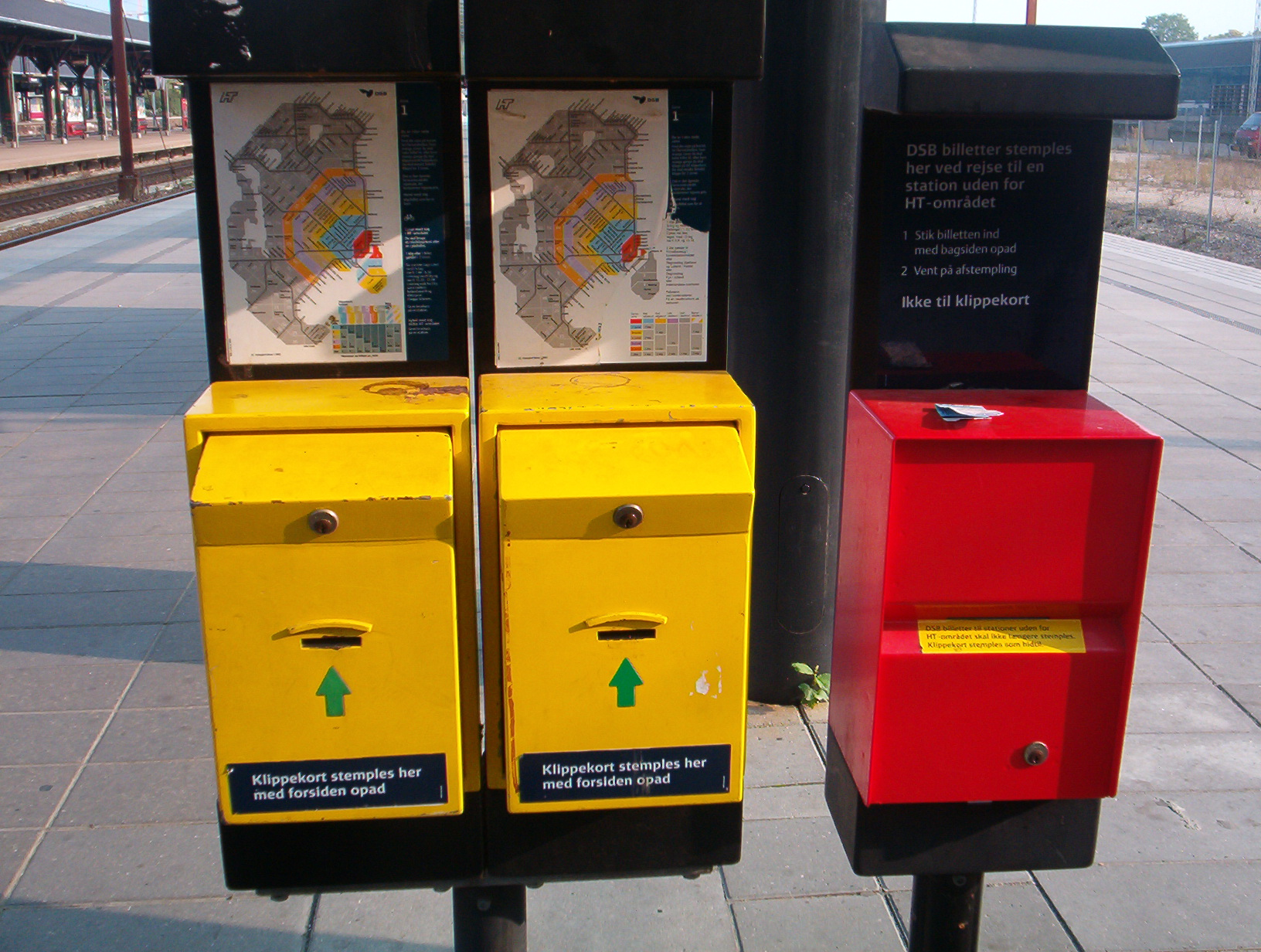
Dánsko, Kodaň, stanice Østerport. Strojky dvou systémů
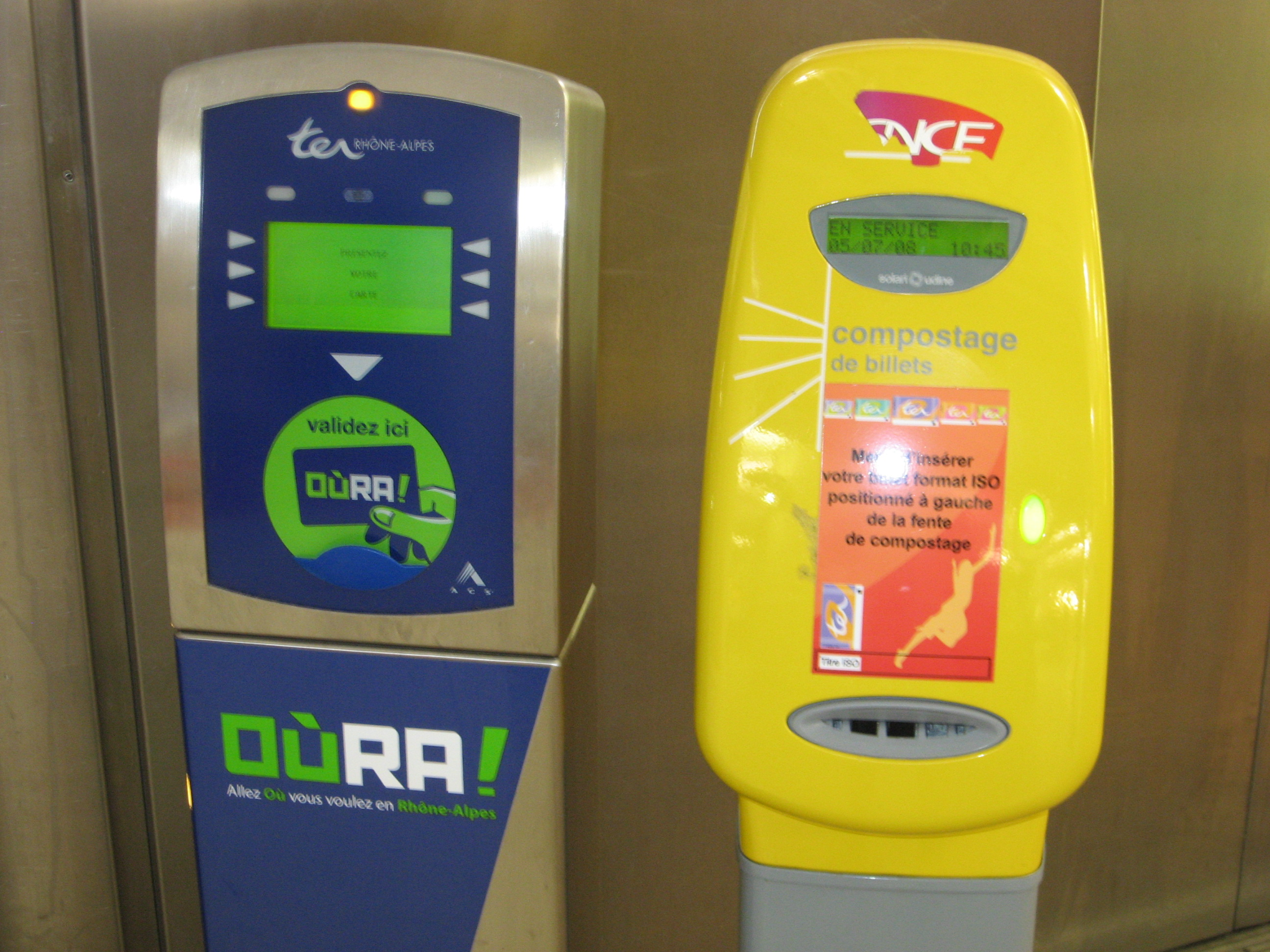
Francie, Lyon. Vlevo validátor čipových karet, vpravo „compostage de billets“
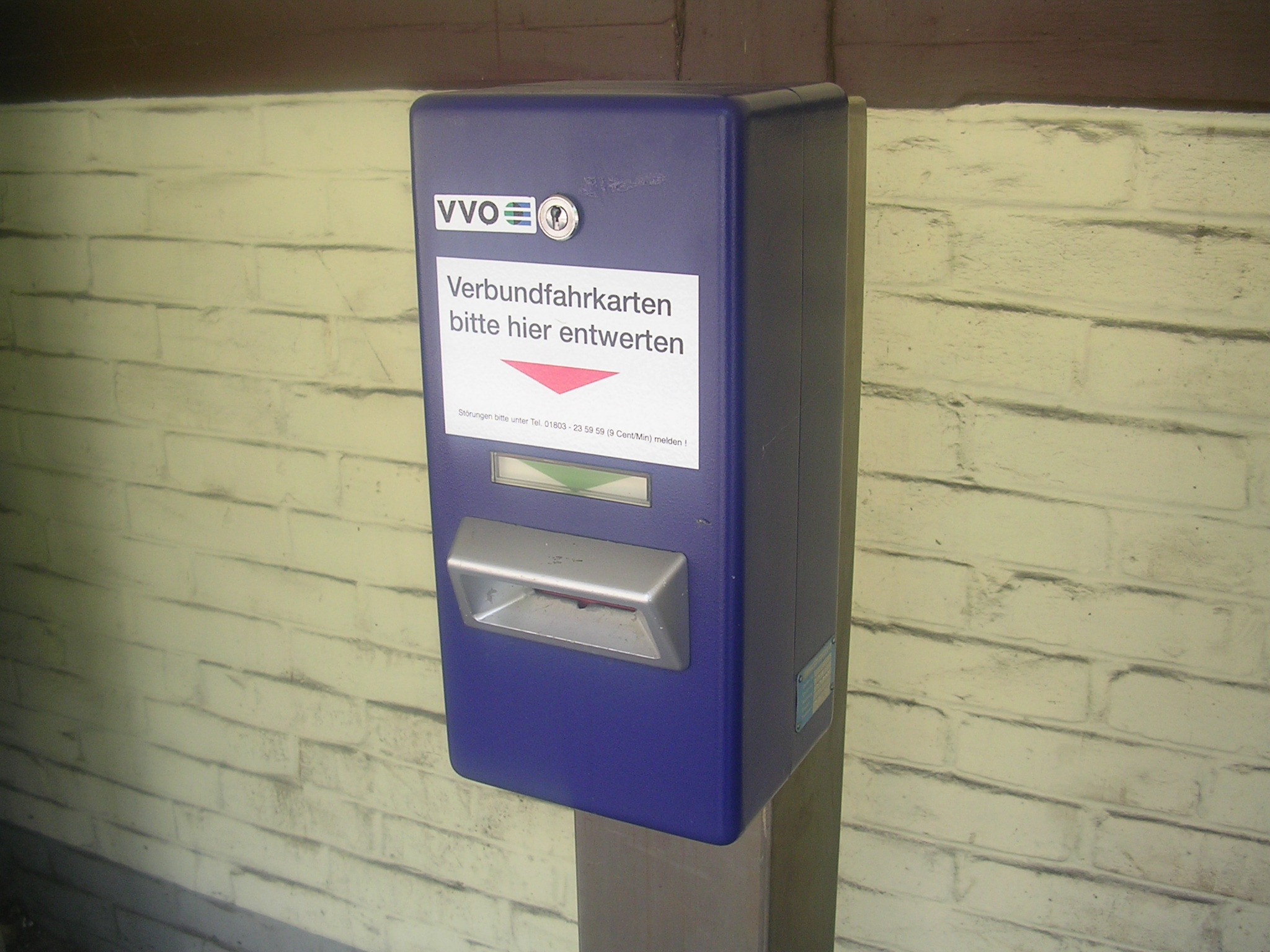
Německo, Schöna, označovací strojek saského dopravního svazu VVO
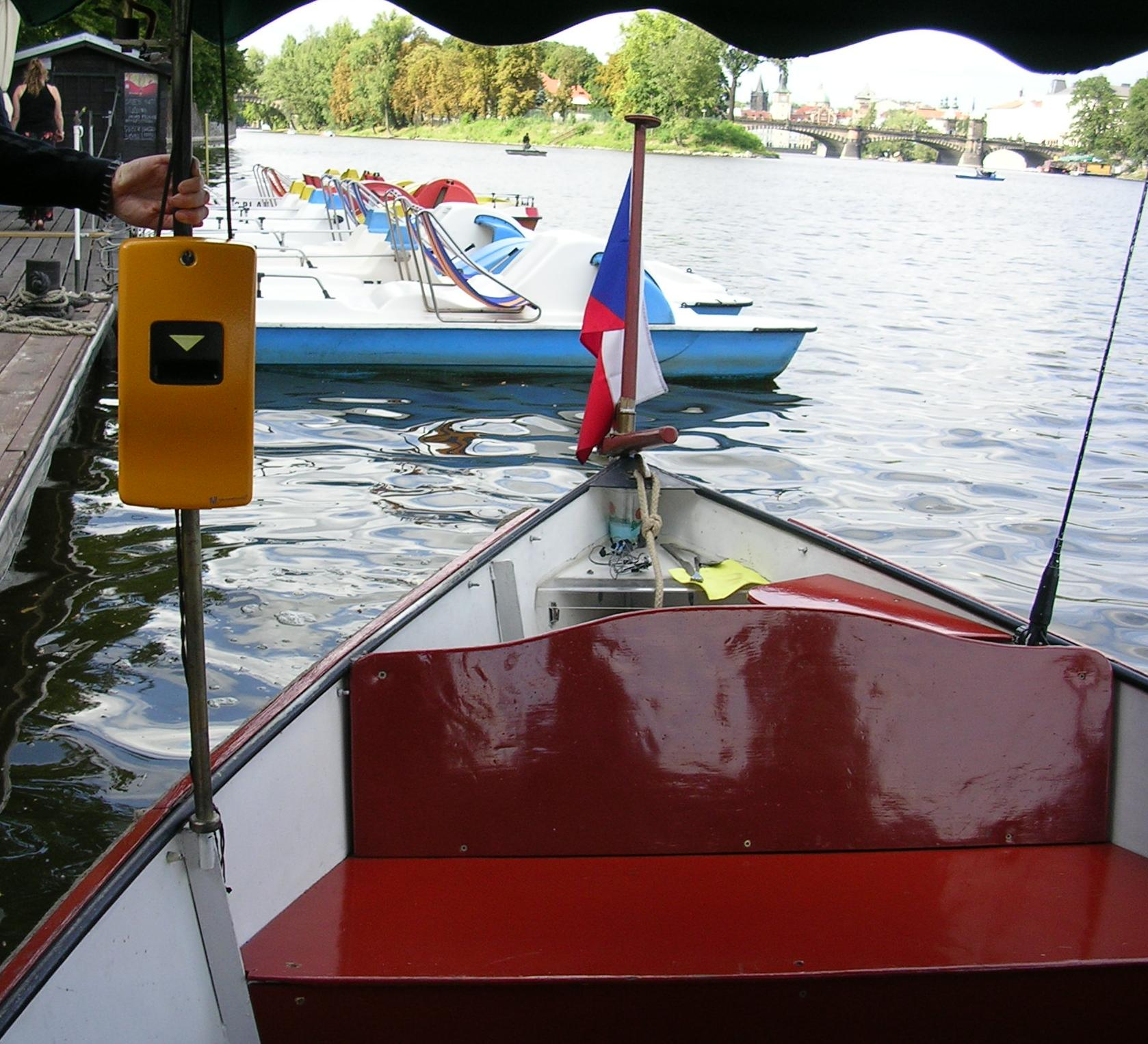
Praha, strojek Mikroelektronika (Mypol) na člunu Skokan, přívoz P4
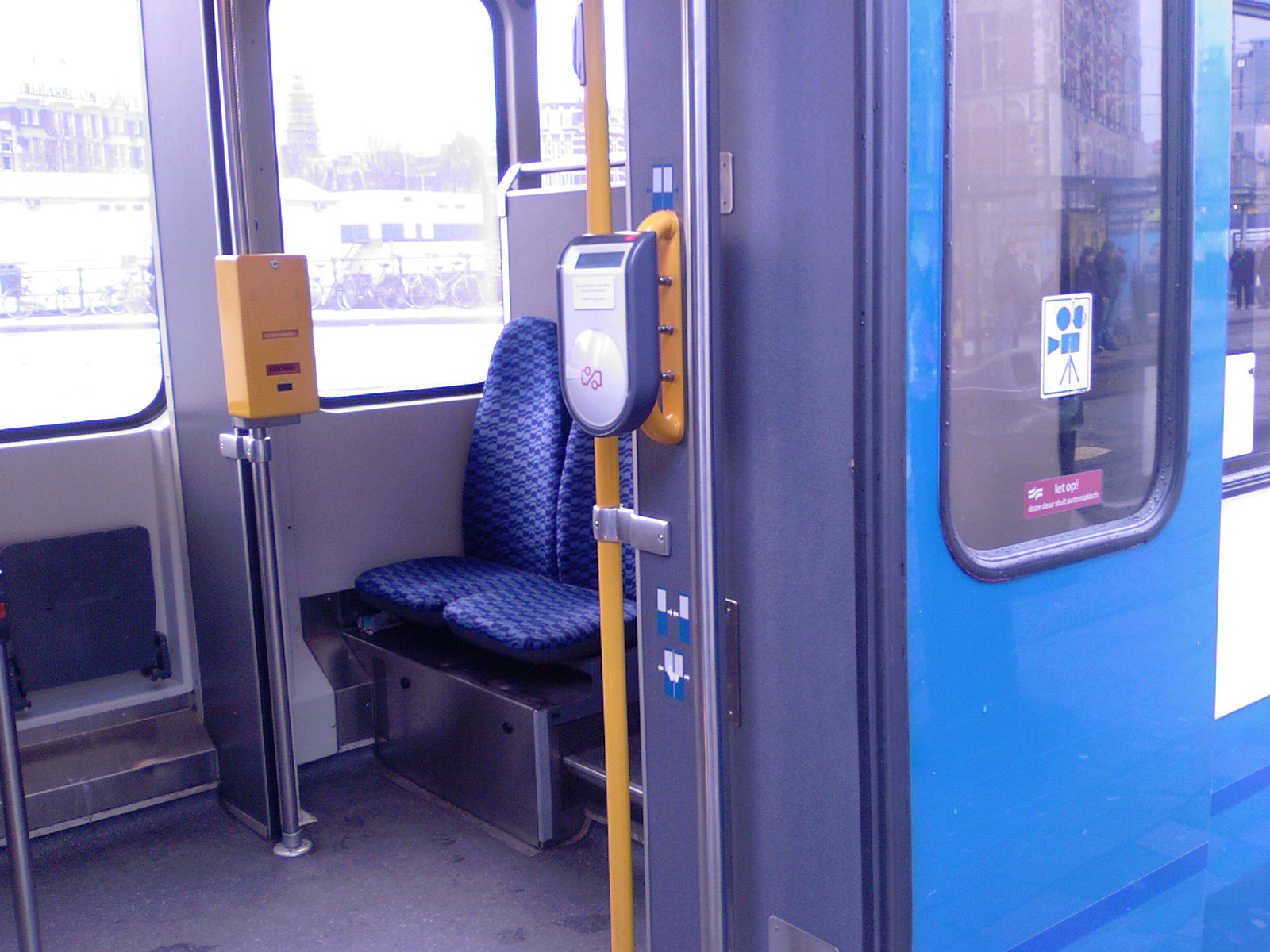
Nizozemsko, Amsterdam, v tramvaji vlevo označovací strojek, vpravo validátor čipových karet
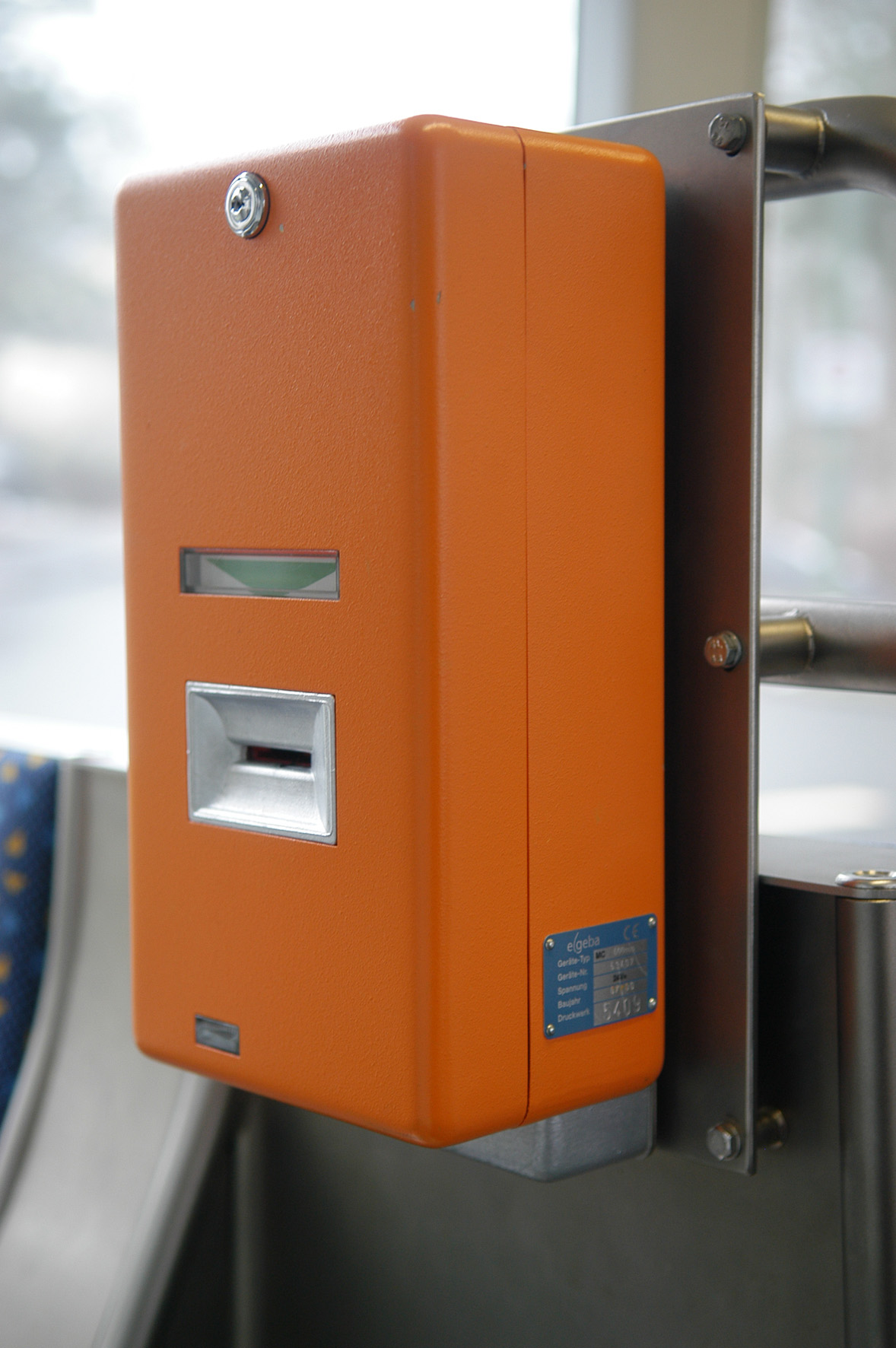
Německo, Kassel, označovač v tramvaji
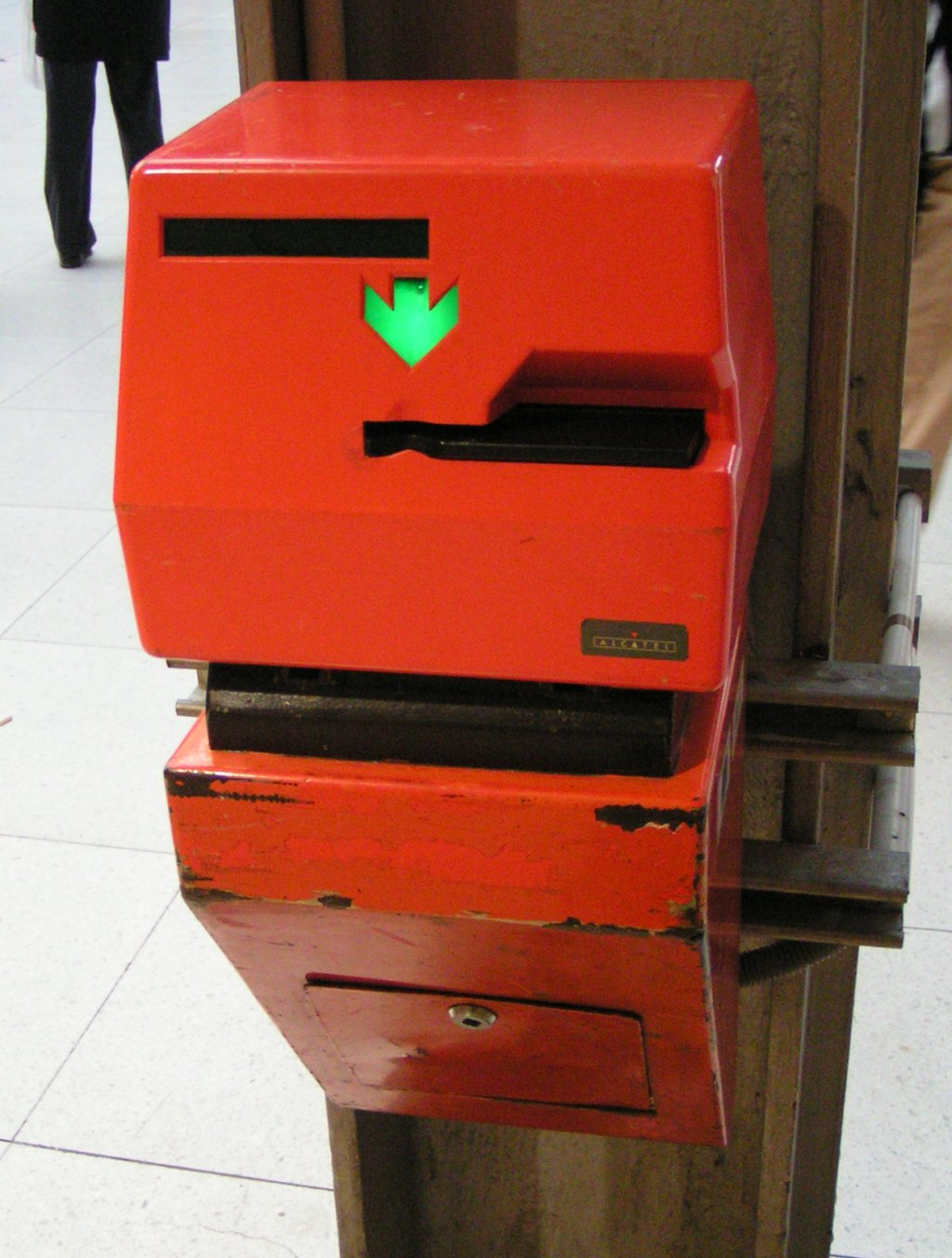
Francie, označovač železniční společnosti SNCF z 80. let (2004)